# EN 60601-2-46
Die EN 60601-2-46 mit dem Titel „Medizinische elektrische Geräte – Teil 2-46: Besondere Festlegungen für die Sicherheit von Operationstischen“ ist Teil der Normenreihe EN 60601.
Herausgeber der DIN-Norm DIN EN IEC 60601-2-46 ist das Deutsche Institut für Normung.
Die Norm basiert auf der internationalen Fassung IEC 60601-2-46. Im Rahmen des VDE-Normenwerks ist die Norm als VDE 0750-2-46 klassifiziert, siehe DIN-VDE-Normen Teil 7.
Diese Ergänzungsnorm regelt allgemeine Festlegungen für die Sicherheit, Prüfungen und Richtlinien für Operationstische.

## Gültigkeit
Die deutsche Ausgabe 2.1999 ist ab ihrem Ausgabedatum als Deutsche Norm angenommen.
- Achtung: Im April 2008 wurde ein neuer Entwurf veröffentlicht.
- Die aktuelle Fassung (2.1999) ist korrespondierend mit der 2. Ausgabe der DIN EN 60601-1 anzuwenden.
- Der Entwurf 4.2008 ist korrespondierend zur 3. Ausgabe der DIN EN 60601-1 anzuwenden.

## Anwendungsbereich
Die Norm spezifiziert besondere Anforderungen für die Sicherheit von Operationstischen für die medizinische Anwendung. Sie ist zusammen mit EN 60601-1 (2. Ausgabe) anzuwenden. Diese Norm gilt nicht für:
- Zahnärztliche Stühle (siehe EN 80601-2-60),
- Untersuchungsliegen und -Stühle
- Entbindungsbetten, Krankenhausbetten (Siehe EN 60601-2-38 bzw. EN 60601-2-52)
- Feld-Operationstische
- Patientenumbettungseinrichtungen
- Patientenlagerungseinrichtungen zur Diagnose oder Therapie

## Zusatzinformation
Folgende geänderte Anforderungen sind in der EN 60601-2-46 enthalten (Auszug):
- Niedrigere Ableitströme
- HF-Chirurgiefestigkeit
- Stabilität / mechanische Festigkeit
- Sichere Verfügbarkeit der Trendelenburgstellung (Massive Erstfehlerprüfung)